# Resolució 1610 del Consell de Seguretat de les Nacions Unides
La Resolució 1610 del Consell de Seguretat de les Nacions Unides fou adoptada per unanimitat el 30 de juny de 2005. Després de recordar totes les resolucions anteriors sobre la situació a Sierra Leone, el Consell va ampliar el mandat de la Missió de les Nacions Unides a Sierra Leone (UNAMSIL) per última vegada per a sis mesos fins al 31 de desembre de 2005.

## Resolució

### Observacions
En el preàmbul de la resolució, el Consell va subratllar la importància del suport a llarg termini a Sierra Leone per part de les Nacions Unides i la comunitat internacional. El secretari general, Kofi Annan, havia aprovat el calendari de retirada de la UNAMSIL i la necessitat d'una forta presència de les Nacions Unides a Sierra Leone una vegada que hagués sortit. Va donar la benvinguda a la tasca de la Comissió de la Veritat i la Reconciliació i el Tribunal Especial per a Sierra Leone.

### Actes
Actuant sota el Capítol VII de la Carta de les Nacions Unides, el Consell va ampliar el mandat de la UNAMSIL fins a la fi de l'any 2005. Es va demanar al Secretari General que finalitzés els arranjaments d'una presència del sistema de les Nacions Unides a Sierra Leone, i va demanar una transició fluida, ja que les forces de seguretat de Sierra Leone assumirien la seva responsabilitat després de la retirada de la UNAMSIL.
Mentrestant, es va demanar al govern de Sierra Leone que desenvolupés una policia efectiva i sostenible, forces armades, el sistema judicial i penal. El Consell també va demanar a les operacions de les Nacions Unides que treballessin a la regió per millorar la cooperació.